# Imperial (azienda)
Imperial Electronics S.p.A., meglio nota come Imperial, è stata un'azienda italiana produttrice di elettronica di consumo, con sede a Milano, attiva dal 1983 al 1996.

## Storia

### Le origini: dalla Compagnia Concessionaria Radio Ricevitori Telefunken alla IRT-FIRT (1941-1982)
L'apertura dello stabilimento per la costruzione di apparecchi radiofonici a Baranzate, in provincia di Milano, avvenne nel 1941 con la contestuale fondazione della Compagnia Concessionaria Radio Ricevitori Telefunken S.A., con sede a Milano. Al termine della seconda guerra mondiale, lo stabilimento fu rilevato dalla milanese FIAR, che produceva radio a marchio CGE, da cui era controllata, e di conseguenza, dal 1946 gli apparecchi furono prodotti con i marchi CGE e Telefunken.
La produzione dello stabilimento di Baranzate salì rapidamente dai 51.000 apparecchi radio nel 1949, ai 71.000 dell'anno successivo, per raggiungere i 140.000 nel 1954 ed i 265.000 nel 1970. Nel 1953, fu avviata la produzione dei televisori con 85 pezzi, cresciuta sempre più passando a 5.000 nel 1954 a 10.000 nel 1955, a 50.000 nel 1957. Nella fabbrica FIAR-CGE, nel 1967 fu costruito il primo televisore a colori di produzione italiana, destinato però al mercato estero, poiché in Italia non era stata ancora introdotta la televisione a colori.
Nel 1967, lo stabilimento FIAR di Baranzate passò sotto il controllo della tedesca AEG-Telefunken. Più tardi, venne trasferita la produzione della Kuba-Imperial, altra controllata della AEG-Telefunken, e nel 1973 fu perciò costituita la Imperial Radio Televisori - Fabbrica Italiana Radio Televisori S.p.A., meglio nota come IRT-FIRT. A quell'anno, l'azienda milanese contava circa 2.000 dipendenti e ha prodotto 280.000 televisori a colori. La fabbrica si presentava articolata su 6 officine ognuna delle quali aveva una diretta responsabilità nella produzione dei singoli lavori. Le parti più importanti costruite a completamento dei televisori sia in bianco e nero sia a colori erano: altoparlanti, trasformatori, parti meccaniche, circuiti stampati. Nel 1974, la IRT-FIRT fu la prima azienda europea ad ottenere dal Giappone la fornitura dei robot Matsushita per il montaggio automatico dei componenti elettronici sui circuiti stampati. Anche nelle fasi di montaggio in mobile la IRT fu la prima a realizzare una linea automatica sorvegliata da un elaboratore elettronico per il lavoro ad isola secondo un'impostazione che sarà poi seguita anche in altri settori industriali come quello dell'auto.
Nonostante la buona presenza sul mercato degli apparecchi radio-televisivi prodotti dalla IRT-FIRT, nel 1975, la AEG-Telefunken minacciò la dismissione della fabbrica di Baranzate. A incidere sulla decisione assunta dalla multinazionale tedesca, l'aumento dei costi di produzione e la mancata introduzione della televisione a colori in Italia. La chiusura fu evitata ma venne fortemente ridimensionato il numero degli addetti con il ricorso alla cassa integrazione, e nel 1981, con il licenziamento di 900 lavoratori.
Nel novembre 1982, AEG-Telefunken mise in liquidazione la IRT-FIRT, e ceduta un mese più tardi, a dicembre, alla Philco Italiana.

### La Imperial di Baranzate (1983-1996)
Dopo il passaggio sotto la proprietà di Philco, IRT-FIRT confluì in una nuova società costituita assieme a REL, la finanziaria pubblica del Ministero dell'Industria creata per intervenire in aiuto alle aziende di elettronica in crisi. A seguito di deliberazione adottata nella seduta del 30 novembre 1983, il Comitato Interministeriale per il coordinamento della Politica Industriale (CIPI), approvò il piano di costituzione della Imperial Electronics S.p.A., con sede a Brembate di Sopra, in provincia di Bergamo, la cui compagine azionaria era così costituita: Ecufin 39,24% (finanziaria con sede in Lussemburgo), REL 30,34%, IRT-FIRT 23,52% e Philco 6,81%. Nella nuova società, Ecufin e REL contribuivano rispettivamente con un'iniezione di 8,9 e 8 miliardi di lire, mentre Philco e IRT-FIRT parteciparono esclusivamente con l'apporto di beni, e pertanto la sede produttiva era lo stabilimento di Baranzate, di cui venne preso in carico il personale.
Nel 1985, la Ecufin, azionista di riferimento di Imperial e proprietaria di Philco, cedette le sue quote alle società finanziarie Unifinanz S.r.l. e Finmes S.r.l., e di conseguenza ambedue le aziende passavano sotto il controllo di una cordata italo-tedesca rappresentata da Maximilian Schindele, che divenne il presidente. I primi anni di attività della Imperial furono caratterizzati da difficoltà comuni a tutte le aziende europee operanti nell'elettronica di consumo, che all'epoca risentirono dell'agguerrita concorrenza sul mercato dei produttori orientali favoriti dai prezzi più bassi, tuttavia registrò una significativa crescita a partire dal 1987, quando a fronte di una capacità produttiva annua di 250.000 pezzi, registrò un fatturato di 105 miliardi di lire, che la rese la seconda azienda italiana del settore dopo Sèleco. Nel 1988, la cordata capeggiata da Schindele cede il 75% delle quote di Imperial alla multinazionale britannica Polly Peck del finanziere turco-cipriota Asil Nadir. Un anno più tardi, nel 1989, Polly Peck rilevò anche il resto delle quote possedute da REL nell'azienda, la cui sede sociale veniva spostata da Brembate a Milano.
Nel 1993, a seguito del crac finanziario della Polly Peck, Imperial, che a quell'anno contava 600 dipendenti, fu ceduta alla multinazionale dell'elettronica Grande Holdings di Hong Kong. L'azienda milanese, già in forte deficit sotto la proprietà britannica, vide aggravarsi la sua situazione, infatti la gestione amministrativa degli asiatici generò una grave crisi aziendale, dovuta ad una pesante situazione debitoria di circa 45 miliardi di lire (25 dei quali contratti nei confronti della REL), che nel 1996 portò alla liquidazione della società, poi alla chiusura della fabbrica di Baranzate con il conseguente licenziamento di tutti i lavoratori.

### Da Formenti a Selek Technology (1997-2010)
Dopo la chiusura dell'azienda, il marchio Imperial è stato acquistato nel 1997 da Formenti, ma dopo la messa in liquidazione dell'azienda avvenuta nel 2004, due anni più tardi, nel 2006, viene concesso dal Tribunale fallimentare di Pordenone assieme agli altri marchi come Séleco e Brionvega alla Super//Fluo S.p.A. dei fratelli Marco e Carlo Asquini. Nella società friulana, con il marchio Imperial venivano prodotti televisori CRT e LCD destinati al segmento di mercato di fascia bassa, con una produzione mensile di 20.000 apparecchi, che all'azienda rendevano il 95% del fatturato.
Super//Fluo fallisce nel 2009, dopo appena tre anni di attività, e i marchi tornano alla gestione commissariale di Séleco-Formenti. Nel 2010, si tenta nuovamente di rilanciare i marchi Sèleco, Brionvega e Imperial con il progetto della Selek Technology dell'imprenditore Kelen Calligaro, interessato ad avviare la produzione di televisori con tecnologia LED, che però non porta a nulla di concreto.

## Informazioni e dati
L'Imperial Electronics S.p.A. è stata un'azienda con sede a Milano e stabilimento a Baranzate, nell'omonima provincia. Produceva televisori con i marchi Imperial, CGE e Philco, ed anche videoregistratori.
Al 1996, anno della chiusura, contava 502 dipendenti, e la metà dei pezzi prodotti dall'azienda veniva esportata in Germania, dove aveva sede la sua filiale, la Imperial Electronics Deutschland GmbH. Gli ultimi dati economici ufficiali disponibili dell'Imperial sono del 1993, in cui realizzò un fatturato di 131,2 miliardi di lire a fronte di una perdita dell'esercizio di 11,4 miliardi.